# Audouville-la-Hubert
Pour les articles homonymes, voir Hubert.
Audouville-la-Hubert (prononcer /oduvil:laybɛʁ/) est une commune française, située dans le département de la Manche en région Normandie, peuplée de 76 habitants.

## Géographie

### Hydrographie
La commune est située dans le bassin Seine-Normandie. Elle est drainée par la Grande Crique, le cours d'eau 01 de la commune d'Audouville la Hubert, la Petite Crique, le bras la Grande Crique et le fossé 01 de la commune de Turqueville,,.
La Grande Crique, d'une longueur de 14 km, prend sa source dans la commune de Sébeville et se jette dans la baie de Seine à Sainte-Marie-du-Mont, après avoir traversé cinq communes.

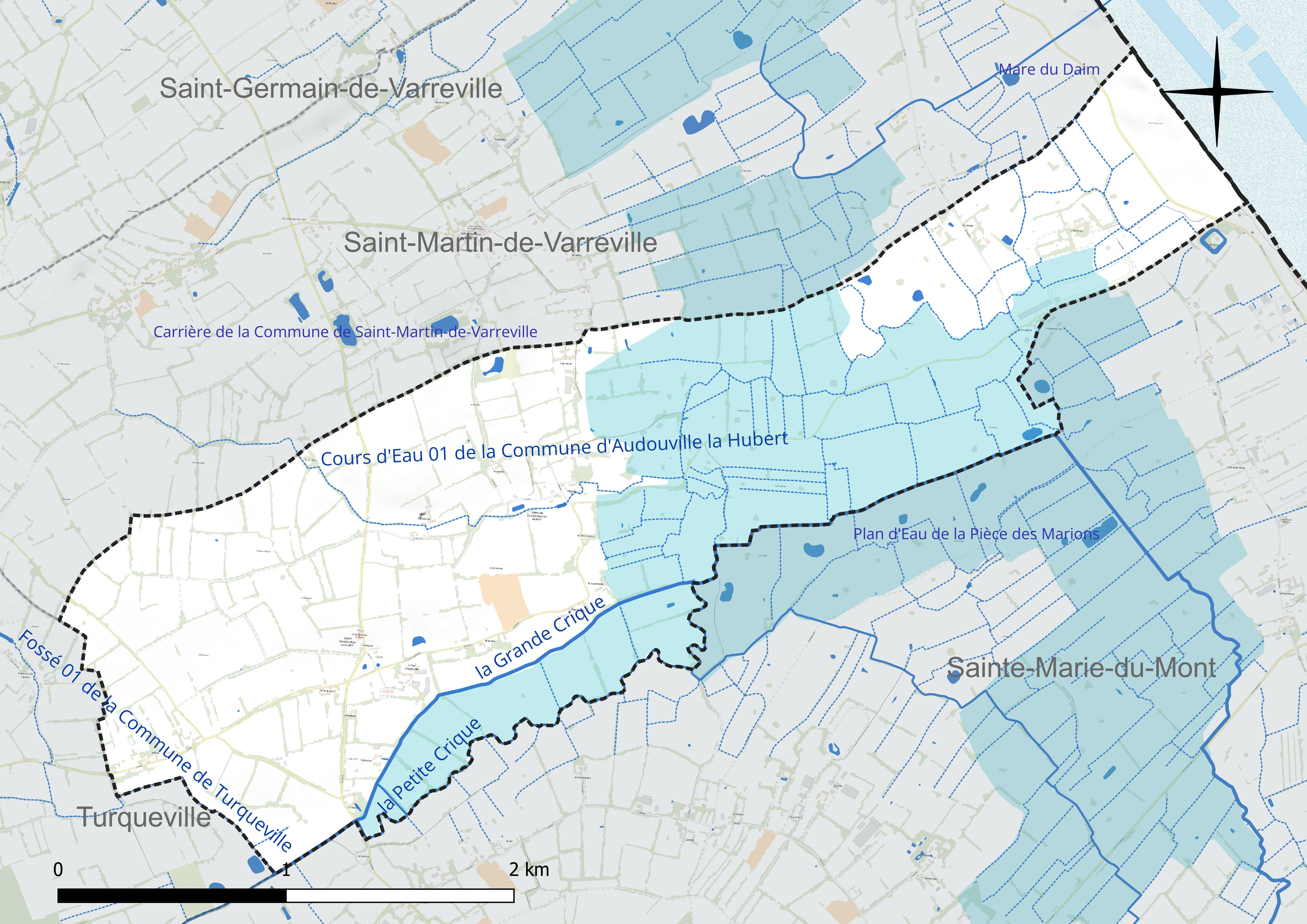
Réseau hydrographique d'Audouville-la-Hubert.

### Climat
Pour des articles plus généraux, voir Climat de la Normandie et Climat de la Manche.
En 2010, le climat de la commune est de type climat océanique franc, selon une étude du CNRS s'appuyant sur une série de données couvrant la période 1971-2000. En 2020, Météo-France publie une typologie des climats de la France métropolitaine dans laquelle la commune est exposée à un climat océanique et est dans la région climatique Normandie (Cotentin, Orne), caractérisée par une pluviométrie relativement élevée (850 mm/a) et un été frais (15,5 °C) et venté. Parallèlement le GIEC normand, un groupe régional d'experts sur le climat, différencie quant à lui, dans une étude de 2020, trois grands types de climats pour la région Normandie, nuancés à une échelle plus fine par les facteurs géographiques locaux. La commune est, selon ce zonage, exposée à un « climat maritime », correspondant au Cotentin et à l'ouest du département de la Manche, frais, humide et pluvieux, où les contrastes pluviométrique et thermique sont parfois très prononcés en quelques kilomètres quand le relief est marqué.
Pour la période 1971-2000, la température annuelle moyenne est de 11,3 °C, avec une amplitude thermique annuelle de 10,4 °C. Le cumul annuel moyen de précipitations est de 764 mm, avec 13,6 jours de précipitations en janvier et 8 jours en juillet. Pour la période 1991-2020, la température moyenne annuelle observée sur la station météorologique la plus proche, située sur la commune de Sainte-Marie-du-Mont à 4 km à vol d'oiseau, est de 11,6 °C et le cumul annuel moyen de précipitations est de 890,0 mm,. Pour l'avenir, les paramètres climatiques de la commune estimés pour 2050 selon différents scénarios d'émission de gaz à effet de serre sont consultables sur un site dédié publié par Météo-France en novembre 2022.

## Urbanisme

### Typologie
Au 1er janvier 2024, Audouville-la-Hubert est catégorisée commune rurale à habitat très dispersé, selon la nouvelle grille communale de densité à sept niveaux définie par l'Insee en 2022.
Elle est située hors unité urbaine et hors attraction des villes,.
La commune, bordée par la Manche, est également une commune littorale au sens de la loi du 3 janvier 1986, dite loi littoral. Des dispositions spécifiques d'urbanisme s'y appliquent dès lors afin de préserver les espaces naturels, les sites, les paysages et l'équilibre écologique du littoral, comme le principe d'inconstructibilité, en dehors des espaces urbanisés, sur la bande littorale des 100 mètres, ou plus si le plan local d'urbanisme le prévoit.

### Occupation des sols

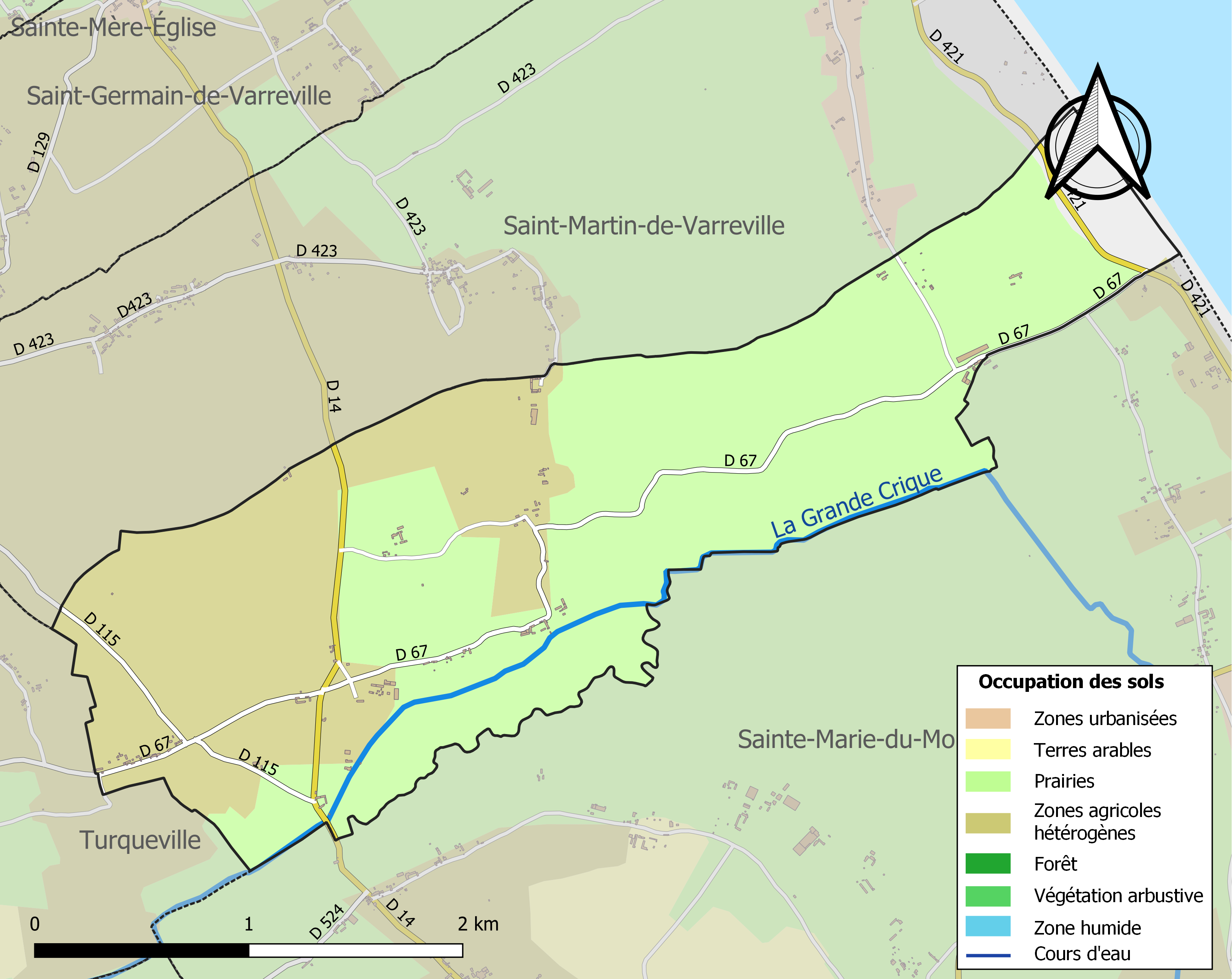
Carte des infrastructures et de l'occupation des sols de la commune en 2018 (CLC).

L'occupation des sols de la commune, telle qu'elle ressort de la base de données européenne d'occupation biophysique des sols Corine Land Cover (CLC), est marquée par l'importance des territoires agricoles (96,7 % en 2018), une proportion identique à celle de 1990 (96,7 %).
La répartition détaillée en 2018 est la suivante : prairies (60,8 %), zones agricoles hétérogènes (35,9 %), espaces ouverts, sans ou avec peu de végétation (3,3 %).
L'évolution de l'occupation des sols de la commune et de ses infrastructures peut être observée sur les différentes représentations cartographiques du territoire : la carte de Cassini (XVIIIe siècle), la carte d'état-major (1820-1866) et les cartes ou photos aériennes de l'IGN pour la période actuelle (1950 à aujourd'hui).

## Toponymie
Le nom de la localité est attesté sous la forme Aldulfivilla vers 1040, Aldulvilla au XIIe siècle.
Il s'agit d'une formation toponymique médiévale dont le premier élément Audou- représente un anthroponyme,.
C'est peut-être le nom de personne scandinave AldulfR, anglo-saxon ou germanique continental Aldulfus, (comprendre Aldulf, la désinence -us est destinée à latiniser dans des textes rédigés en latin médiéval), d'où le sens global de « domaine rural d'Aldulf ».
À noter qu'un Aldulfi curtis est mentionné en 843 en Picardie (Tessier, Actes de Charles le Chauve), peut-être Audecourt à Viry-Noureuil. Il s'agit dans ce cas du nom de personne germanique continental.
Le déterminant -la-Hubert est un ajout postérieur, évoquant le nom du seigneur local. Il apparaît au XIVe siècle. Il a servi à distinguer cette paroisse de celle d'Audouville-Haveron, aujourd'hui Saint-Martin-d'Audouville.
Le gentilé est Audouvillais.

## Histoire

### Moyen Âge
En 1050, Guillaume le Bâtard donna l'église d'Audouville à l'abbaye de Saint-Wandrille.
Au XIIe siècle, la paroisse relevait de l'honneur de Néhou.

### Temps modernes
Gilles Dancel, lieutenant général du bailli de Cotentin, tenant du fief d'Audouville est taxé à la fois dans le rôle de Carentan, et, pour son  fief de Quinéville, de huit livres, dans le rôle du ban et d'arrière-ban de la vicomté de Valognes, réalisé par lui-même les 20 et 22 octobre 1567.
Le 20 juillet 1730, aveu de Bernardin-François Cadot, chevalier, marquis de Sébeville, vicomte d'Audouville, ancien maître de camp du régiment de Languedoc, chevalier de l'ordre militaire de Saint-Louis et des ordres de Notre-Dame de Mont-Carmel et de Saint-Lazare.

### Époque contemporaine
La commune a été lourdement touchée par les combats de la bataille de Normandie. Jouxtant Saint-Martin-de-Varreville abritant de puissantes fortifications de la Wehrmacht et garnison du Ost-Bataillon 795 composé entre autres de Hiwi géorgiens, elle a reçu 3 000 bombes dans la nuit du 5 au 6 juin 1944. Des unités de la 101e division aéroportée américaine dans le cadre des opérations Albany et Boston y ont livré des combats soutenus. Le 6 juin, au matin, trente prisonniers allemands de la 709e division d'infanterie allemande sont hâtivement exécutés par des parachutistes américains à la ferme de la Herguerie.

## Politique et administration
| Période                                                                                               | Période   | Identité           | Étiquette | Qualité          |
| --- | --------- | ------------------ | --------- | ---------------- |
| 1793                                                                                                  | 1800      | Jacques Fergeaux   |           |                  |
| 1800                                                                                                  | 1822      | Étienne Préfosses  |           |                  |
| 1823                                                                                                  | 1848      | Louis Léonor Maine |           |                  |
| 1848                                                                                                  | 1891      | Antoine Brohier    |           |                  |
| 1891                                                                                                  | 1900      | Louis Artu         |           |                  |
| 1900                                                                                                  | 1915      | Alcindor Brohier   |           |                  |
| 1915                                                                                                  | 1919      | Bienaimé Scelles   |           | faisant fonction |
| 1919                                                                                                  | 1925      | Bienaimé Scelles   |           |                  |
| 1925                                                                                                  | 1975      | Pierre Scelles     |           |                  |
| 1975                                                                                                  | 1989      | Bernardin Birette  |           |                  |
| 1989                                                                                                  | mars 2014 | Bernard Leconte    | SE        | Agriculteur      |
| mars 2014                                                                                             | mai 2020  | Pascal Leconte     | SE        | Enseignant       |
| mai 2020                                                                                              | En cours  | Dominique Mesnil   | SE        | Retraité SNCF    |
| Une partie des données est issue d'une liste établie par Jean Pouëssel, J.-N. Noury et J.-J. Breguet. |           |                    |           |                  |

## Démographie
L'évolution du nombre d'habitants est connue à travers les recensements de la population effectués dans la commune depuis 1793. Pour les communes de moins de 10 000 habitants, une enquête de recensement portant sur toute la population est réalisée tous les cinq ans, les populations de référence des années intermédiaires étant quant à elles estimées par interpolation ou extrapolation. Pour la commune, le premier recensement exhaustif entrant dans le cadre du nouveau dispositif a été réalisé en 2004.
En 2022, la commune comptait 76 habitants, en évolution de −7,32 % par rapport à 2016 (Manche : −0,31 %, France hors Mayotte : +2,11 %).
| 1793 | 1800 | 1806 | 1821 | 1831 | 1836 | 1841 | 1846 | 1851 |
| ---- | ---- | ---- | ---- | ---- | ---- | ---- | ---- | ---- |
| 226  | 236  | 248  | 249  | 259  | 301  | 305  | 245  | 242  |

| 1856 | 1861 | 1866 | 1872 | 1876 | 1881 | 1886 | 1891 | 1896 |
| ---- | ---- | ---- | ---- | ---- | ---- | ---- | ---- | ---- |
| 197  | 212  | 217  | 210  | 214  | 200  | 196  | 188  | 176  |

| 1901 | 1906 | 1911 | 1921 | 1926 | 1931 | 1936 | 1946 | 1954 |
| ---- | ---- | ---- | ---- | ---- | ---- | ---- | ---- | ---- |
| 169  | 165  | 192  | 162  | 163  | 165  | 154  | 138  | 135  |

| 1962 | 1968 | 1975 | 1982 | 1990 | 1999 | 2004 | 2006 | 2009 |
| ---- | ---- | ---- | ---- | ---- | ---- | ---- | ---- | ---- |
| 161  | 128  | 129  | 93   | 97   | 83   | 73   | 68   | 57   |

| 2014 | 2019 | 2022 | - | - | - | - | - | - |
| ---- | ---- | ---- | - | - | - | - | - | - |
| 80   | 75   | 76   | - | - | - | - | - | - |

## Économie
La commune se situe dans la zone géographique des appellations d'origine protégée (AOP) Beurre d'Isigny et Crème d'Isigny.

## Culture locale et patrimoine

### Lieux et monuments
- Église Sainte-Honorine[Note 3] des XIe, XIIIe – XVIIIe siècles, d'origine romane refaite au XVe et XVIe siècles, avec un retable en bois du XVIIe. L'église qui est répertoriée à l'Inventaire général du patrimoine culturel depuis 1986[38], abrite une chaire à prêcher du XVIIIe, un maître-autel et ses deux anges adorateurs du XVIIIe, ainsi qu'un groupe sculpté la Visitation du XVe, classés au titre objet aux monuments historiques[39], ainsi que des inscriptions funéraires.
- Ses plages du débarquement (Utah Beach).
- La Vierge qui veille sur le carrefour.
- Ferme-manoir de la Cour d'Audouville des XVIe – XIXe siècles[40] avec armoiries sur la porte charretière du XVIe siècle. La demeure est répertoriée à l'Inventaire général du patrimoine culturel[41].
- Ferme-manoir de Pierreville du XVIIe siècle.
- Ferme-manoir d'Aigremont du XVIIe siècle.
- Ferme-manoir de Plat-Marais.
- Redoute dite d'Audouville de 1689 (actuellement sur Sainte-Marie-du-Mont mais situé à sa construction sur Audouville) ; l'une des quinze redoutes de Vauban sur la côte Est du Cotentin. Elle était armé de trois canons. Désarmée à la Révolution, elle est réarmée par Napoléon[32].

Pour mémoire
- Motte. Elle nous est connue par un aveu du 20 juillet 1730 de Bernardin-François Cadot, marquis, mentionnant « …En laquelle paroisse j'ai manoir avec droit de motte… »[42].